# تطور نظرية داروين
بعد بداية نظرية الاصطفاء الطبيعي لتشارلز داروين في عام 1838، كان تطور نظرية داروين لشرح «لغز ألغاز» نشأة الأنواع الجديدة هو «هوايته الأساسية» بينما كانت مهنته الرئيسية هي نشر النتائج العلمية لرحلة بيجل. كانت حياته مستقرة بعد زواجه، لكنه عانى من نوبات مرض وبعد ولادة طفله الأول انتقلت العائلة إلى منزل داون هاوس الريفي بعيدًا عن ضغوط لندن.
بعد نشر كتابه، بعنوان مجلة وملاحظات (المعروف الآن باسم رحلة البيجل) في عام 1839 أصبح داروين مشهورًا كمؤلف، وفي عام 1842 نشر أول كتاب علمي رئيسي له، هيكل وتوزيع الشعاب المرجانية، الذي شرح فيه نظريته عن تشكل الجزر المرجانية. كتب رسمًا تخطيطيًا يحدد أفكاره الأساسية حول تحول الأنواع، والتي وسعها إلى «مقال» في عام 1844، وناقش نظريته مع أصدقائه بالإضافة إلى مواصلته إجراء التجارب والتحقيقات الواسعة. في نفس العام، أثار كتاب آثار التاريخ الطبيعي للخلق اهتمامًا عامًا واسعًا بالأفكار التطورية، ولكنه أظهر أيضًا الحاجة إلى أدلة عقلانية لدعم التطور علميًا.
في عام 1846 أكمل كتابه الجيولوجي الثالث، وتحول من الإشراف على نشر تقارير الخبراء حول نتائج رحلة البيجل إلى فحص عينات البرنقيل بنفسه. نما هذا إلى دراسة استمرت ثماني سنوات، مستفيدًا من نظريته لإيجاد علاقات غير معروفة حتى الآن بين العديد من أنواع البرنقيل، وتأسيس خبرته كعالم أحياء. تضاءل إيمانه بالمسيحية وتوقف عن الذهاب إلى الكنيسة. في عام 1851 عانت ابنته العزيزة من مرض طويل وتوفيت. في عام 1854 استأنف عمله في مسألة الأنواع ما قاده إلى نشر نظرية التطور.
أصبح تشارلز داروين عالمًا طبيعيًا في مرحلة ما من تاريخ الفكر التطوري عندما كانت نظريات التحول تُطور لشرح التناقضات في التفسيرات القائمة على الأديان. واجه هذه المشكلات بشكل مباشر خلال مسح رحلة البيجل. عند عودته في عام 1836 تطورت أفكاره بسرعة. أثبتت مجموعاته وكتاباته أنه عالم جيولوجي وجامع مرموق.
قرأ داروين كتاب مالتوس، مقال عن مبدأ السكان، في سياق اكتشافاته حول الأنواع المتعلقة بالمواقع، والاستفسارات حول تربية الحيوانات، وأفكار «قوانين التناغم» الطبيعية. في أواخر نوفمبر 1838، قارن بين المربين الذين يختارون السمات مع طبيعة مالثوسية منتقاة من المتغيرات التي نشأت عن طريق «الصدفة» بحيث «يكون كل جزء من الهيكل المكتسب حديثًا عمليًا ومثاليًا بالكامل»، معتقدًا أن هذا «جزء جميل من نظريتي» حول كيفية نشأة الأنواع.
في ذلك الوقت، تبلورت نظريته حول نشأة الأنواع من حيث المبدأ، لكنه كان مدركًا تمامًا للصعوبات التي سيواجهها في قبول النظرية من قبل أصدقائه وزملائه في المجتمع العلمي. في 19 ديسمبر 1838، بصفته سكرتيرًا للجمعية الجيولوجية في لندن، شهد داروين الاستجواب الشرس الذي أجراه ريتشارد أوين وحلفاؤه لمعلم داروين القديم روبرت إدموند غرانت، إذ سخروا من هرطقات جرانت اللاماركية، ما أظهر عدم تسامح المجتمع العلمي مع النظريات المادية.

## حياته الزوجية
في عام 1839، بعد أن تزوج من إيما واستقر في لندن، واصل داروين التطلع إلى الريف للحصول على معلومات وبدأ في تدوين ملاحظات في دفتر أسماه أسئلة وتجارب عن أفكار كانت تبدو عادية بشكل غريب بالنسبة للعلماء «الفلسفيين» في ذلك الوقت. قام بطباعة دفتر أسئلة حول تربية الحيوانات وأرسلها إلى المزارعين السادة، طالبًا معلومات عن تربية الحيوانات فيما يخص كيفية عبور الأصناف أو اختيار النسل. من بين ثلاثة أجابوا فقط، وجد واحد منهم أن الأسئلة مرهقة للغاية بحيث لا يمكن الإجابة عليها. عقد اتفاقًا مع عالم النبات السويسري الزائر ألفونس دي كاندول الذي استخدم والده أوغستين فكرة «حرب الطبيعة». مع ذلك، عندما حاول شرح نظريته لهينسلي ويدجوود، بدا أن ابن عمه «يعتقد أن الفكرة سخيفة».
أدى نشر كتاب داروين، رحلة بيجل، في شهر مايو إلى مراجعات تتهمه بالتنظير بدلًا من ترك الحقائق تتحدث عن نفسها. ووجه انتباهه إلى توسيع أبحاثه ونظريته حول تكون الجزر المرجانية باعتبارها الجزء الأول من كتابه المخطط له عن الجيولوجيا.
في ديسمبر مع تقدم حمل إيما الأول، مرض تشارلز ولم يحقق الكثير خلال العام التالي. كان قد قبل بالفعل منصبًا في مجلس الجمعية الجغرافية في مايو 1840. في عام 1841 أصبح قادرًا على العمل لفترات قصيرة ليومين في الأسبوع، وكتب بحثًا عن الحجارة والحطام التي يحملها الجليد الطافي، ولكن حالته لم تتحسن. بعد استشارة والده، بدأ في البحث عن منزل في الريف هربًا من مدينة تعاني من الكساد الاقتصادي والاضطرابات المدنية. كان أوين أحد الأصدقاء العلماء القلائل الذين زاروا داروين في ذلك الوقت، لكن معارضة أوين لأي تلميح للتحول جعل داروين يمتنع عن عن نقاش نظرياته معه.